# لشك رمحي
لشك رمحي (الاسم العلمي: Remora brachyptera) (بالإنجليزية: spearfish remora)‏ هو نوع من الأسماك يتبع جنس اللشك الرامورة من الفصيلة اللشكية.